# 磯部町穴川

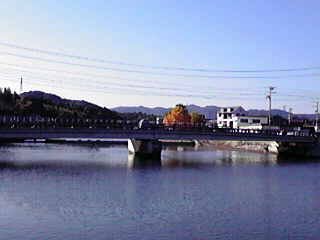
池田川に架かる池田橋

磯部町穴川（いそべちょうあながわ）は、三重県志摩市の大字。郵便番号は517-0213（集配局：磯部郵便局）。

## 地理
伊雑ノ浦（いぞうのうら）の南側奥に位置し、大規模なウナギの養殖を行っていた。山地・台地に谷が食い込む複雑な地形である。
- 海：伊雑ノ浦
- 川：池田川（磯部川支流）

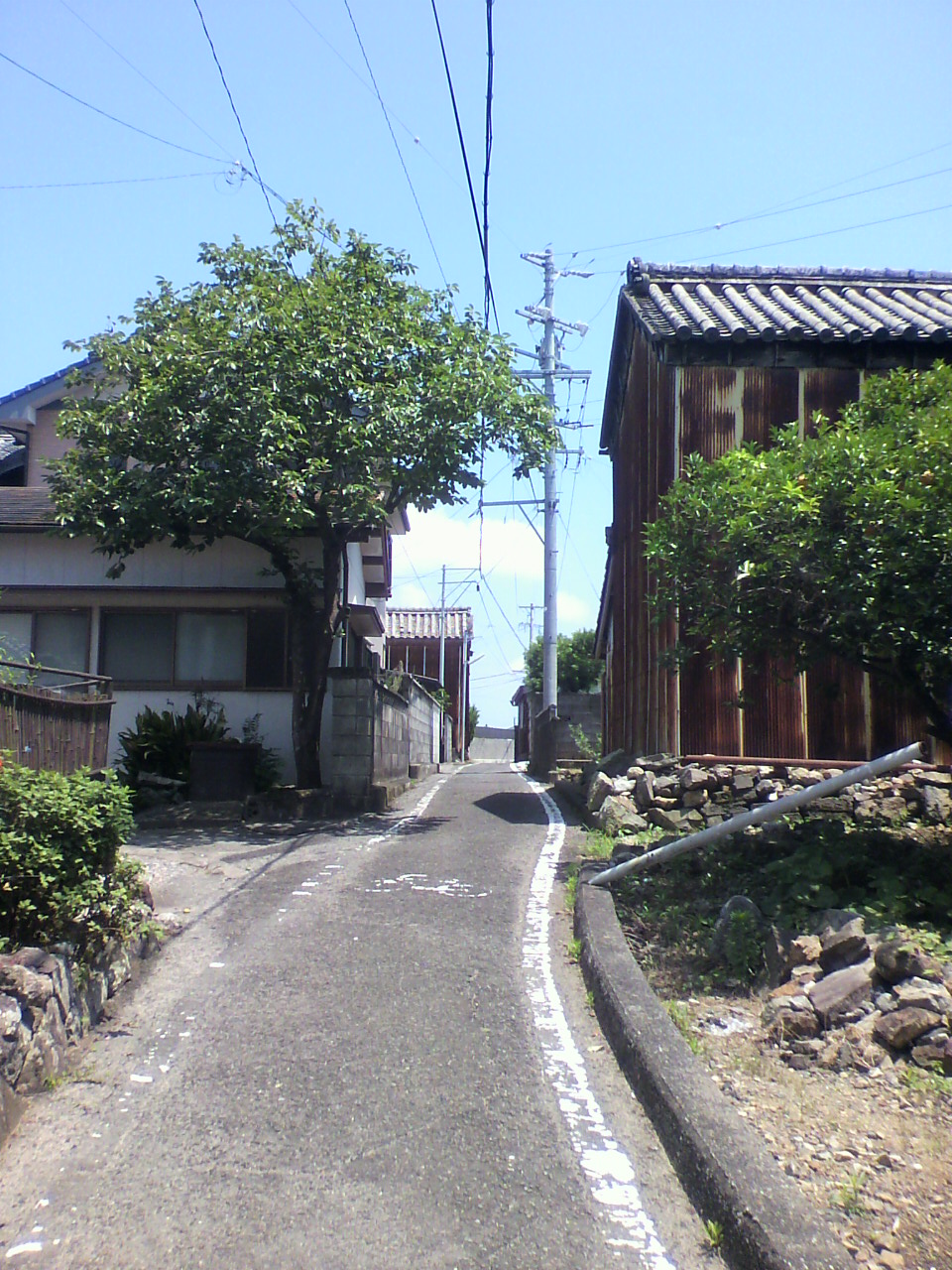
中街道

北および西は磯部町迫間、東は磯部町坂崎、南は阿児町鵜方・浜島町迫子と接する。

### 小字
11の小字からなる。
- 黒岩（くろいわ）：地域の東部
- 座頭橋（ざとうばし）
- 新道（しんど）
- 土橋（つちはし）：地域の南部
- 中街道（なかかいど）：池田川より北の地域
- 東坊（ひがしぼ）
- 兵七新田（へいひちしんで）
- 松振（まつぶり）
- 向井（むかい）
- 山ノ谷（やまのたに）
- 斧峠（よきとうげ）

また小字ではないが、地域の通称として浅野（地域の南部）などがある。

### 小・中学校の学区
市立小・中学校に通う場合、学区は以下の通りとなる。
| 番・番地等 | 小学校             | 中学校             |
| ---------- | ------------------ | ------------------ |
| 全域       | 志摩市立磯部小学校 | 志摩市立磯部中学校 |

## 歴史
現存史料での初出は、世古辰麻呂所蔵の建武2年（1335年）の文書にある「穴川御神田進各牛日記」である。室町時代の書物『氏経神事記』の永享11年12月25日（ユリウス暦1440年1月29日）の条では「穴河」と書かれていた。同書によると穴河から伊雑宮の「里直会」で饗膳役が出て、1膳勤仕したという。穴河には検校屋敷が7軒あったとされ、伊雑神戸（いざわのかんべ、現在の志摩市磯部町）の事務を司った。戦国時代には「磯部七郷」の一つに数えられていた。
江戸時代には穴川村として、鳥羽藩磯部組（志摩国答志郡）に属した。村高は延享3年（1746年）時点で589石だった。中村新田や三角州の低湿地帯を干拓した兵七新田などの新田開発が行われ、現在に至るまで農業が穴川の主産業となっている。また、この時開発された大庄屋新田（おじやしんでん）からは弥生時代の遺跡が見つかった。小規模な漁業も行われていたようで、ハゼ・ツエ・スバシリ（ボラの幼魚）・フナなどを網でとらえたという記録がある。
明治時代に入ると磯部村の1大字となり、2度の合併を経て志摩市の1地区となる。ウナギの養殖は1918年（大正7年）から始まった。1958年（昭和33年）には穴川から的矢、三ヶ所を経由して渡鹿野島に至る渡鹿野航路の運航が近鉄志摩観光汽船によって開始された。この航路は1985年（昭和60年）7月1日に廃止された。

### 沿革
- 1889年（明治22年） - 町村制施行により答志郡磯部村成立。磯部村穴川となる。
- 1889年（明治22年） - 答志郡と英虞郡が合併したことにより、志摩郡磯部村穴川となる。
- 1955年（昭和30年）2月11日 - 昭和の大合併により、志摩郡磯部町穴川となる。
- 2004年（平成16年）10月1日 - 平成の大合併により、志摩市磯部町穴川となる。

### 地名の由来
古来土器を焼く「穴師」がいたことに由来するという。穴川は良質な粘土が得られた。

## 世帯数と人口
2019年（令和元年）7月31日現在の世帯数と人口は以下の通りである。
| 町丁       | 世帯数  | 人口    |
| ---------- | ------- | ------- |
| 磯部町穴川 | 466世帯 | 1,065人 |

### 人口の変遷
1747年以降の人口の推移。なお、2005年以降は国勢調査による推移。
| 1747年（延享3年）  | 394人   | [ 6 ]     |  |
| 1880年（明治13年） | 551人   | [ 8 ]     |  |
| 1889年（明治22年） | 951人   | [ 6 ]     |  |
| 1980年（昭和55年） | 1,235人 | [ 2 ]     |  |
| 2005年（平成17年） | 1,192人 | [ WEB 7 ] |  |
| 2010年（平成22年） | 1,141人 | [ WEB 8 ] |  |
| 2015年（平成27年） | 1,038人 | [ WEB 9 ] |  |

### 世帯数の変遷
1747年以降の世帯数の推移。なお、2005年以降は国勢調査による推移。
| 1747年（延享3年）  | 63戸    | [ 6 ]     |  |
| 1880年（明治13年） | 92戸    | [ 8 ]     |  |
| 1889年（明治22年） | 140戸   | [ 6 ]     |  |
| 1980年（昭和55年） | 312世帯 | [ 2 ]     |  |
| 2005年（平成17年） | 419世帯 | [ WEB 7 ] |  |
| 2010年（平成22年） | 423世帯 | [ WEB 8 ] |  |
| 2015年（平成27年） | 384世帯 | [ WEB 9 ] |  |

## 穴川とウナギ
起源は定かではないが、穴川では古くからウナギ漁が行われており、漁業慣行によれば鰻筒による漁業は慶応元年（1865年）から、鰻筌（うなぎうけ、モンドリとも）は明治3年（1870年）から始まったとされる。獲ったウナギは伊勢河崎の魚市場に出荷されることもしばしばあり、2軒の鰻問屋が商いをしていた。ウナギ漁は戦後まで残ったが、現在では行われていない。
一方、ウナギ養殖は1918年（大正7年）に静岡県浜名郡出身の加茂藤吉が兵七新田を区画整理して池を造って創始した。兵七新田は明治初期に新田開発が始まったが、完成を見なかった地である。1929年（昭和4年）に志摩電気鉄道（現在の近鉄志摩線）が開通し、穴川駅が置かれると稚魚・飼料の入荷や成魚の出荷が容易となり、最盛期の1935年（昭和10年）頃には「日本最大の養鰻場」とも言われた。1938年（昭和13年）の『磯部村勢要覧』によれば、年間生産高4万貫、出荷高12万円で磯部村の水産出荷高のほとんどを独占するまでになった。しかし、第二次世界大戦中は飼料入手が難しくなって閉鎖状態となり、戦後は1953年（昭和28年）の台風第13号や1959年（昭和34年）の伊勢湾台風で打撃を受け、一時廃業に追い込まれた。現在は穴川殖産株式会社により営まれている。

## 隠居制
穴川には隠居制が存在した。穴川の隠居制は、長男の結婚に合わせて両親が次男以下を連れて本家を明け渡し、別の屋敷（隠居屋）に移り、財産を約3分の1継承して別世帯となるという風習であった。次男は隠居屋で妻を迎え入れ、両親から財産を引き継ぎ、三男以下は隠居屋からさらに分家するか、都市へ出て行った。志摩地方の隠居制は阿児町国府の独特な風習として語られることがあるが、江戸時代には志摩国で広く行われていたようである。

## 交通
鉄道

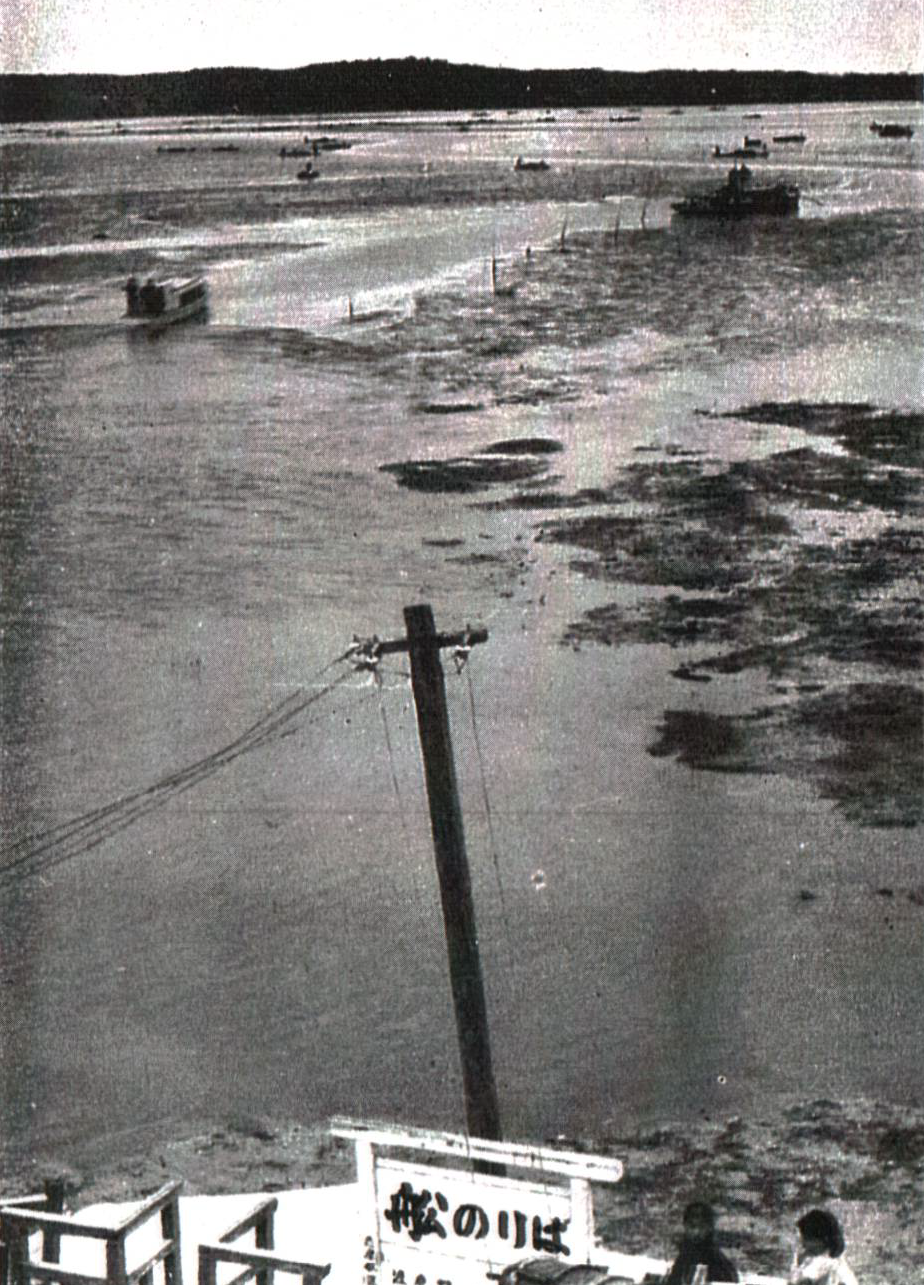
かつて存在した穴川船のりば

- 近鉄志摩線 （かつては当地区内で伊雑ノ浦の海岸線に沿って通っていたが、西の山寄りにトンネルを掘って線形改良・複線化を行い、穴川駅とともに1993年に移転。）
  - 穴川駅

※地域北部からは志摩磯部駅も近い。
路線バス
穴川バス停
- 60・62・70系統 山田赤十字病院
- 60・62・70系統 伊勢市駅前
- 60・62系統 御座港
- 70系統 宿浦

道路
- 国道167号（鵜方磯部バイパス）
- 三重県道61号磯部大王線
- 三重県道129号磯部大王自転車道線

## 施設
- 穴川公民館
- コメリ磯部店
- PLANT志摩店
- あじへい磯部店
- 伊勢志摩エバーグレイズ
- 伊勢志摩ユースホステル
- 道の駅伊勢志摩
  - サンアール磯部（場外馬券発売所）
- 有限会社竹内餅店（さわ餅）[WEB 10]

## 出身者
- 林玄仲（はやし げんちゅう） - 医師、度会府・度会県役人

## その他
磯部の御神田の奉仕区である。